# Ород IV
Ород IV — правитель Элимаиды предположительно со 165-170 годов.
В исторических источниках содержится мало сведений о властителях Элимаиды после Фраата. По мнению исследователей, известный по монетам Ород IV идентичен Ороду, о котором сообщается в обнаруженных в Танг-и Сарваке (Иран) наскальных надписях, сделанных на арамейском языке. По реконструкции немецкого учёного В. Б. Хеннинга, Ород был сыном верховного жреца Бэла Бэл-Дусы. После смерти Абар-Баси Ород, предположительно в промежутке времени со 165 до 170 года, был возведён своим отцом на престол Элимаиды.